# Gare de Morvillars
La gare de Morvillars est une gare ferroviaire française de la ligne de Belfort à Delle, située sur le territoire de la commune de Morvillars, dans le département du Territoire de Belfort, en région Bourgogne-Franche-Comté.
Elle a été mise en service en décembre 2018, dans le cadre de la réouverture complète de la ligne au trafic voyageurs.
Halte de la Société nationale des chemins de fer français (SNCF), elle est desservie par des trains des Chemins de fer fédéraux suisses (CFF), ce qui permet notamment de rejoindre la Suisse ; à cela s'ajoutent des trains régionaux français du réseau TER Bourgogne-Franche-Comté, permettant de rejoindre Belfort.

## Situation ferroviaire
La halte de Morvillars se situe au point kilométrique (PK) 456,080 de la ligne de Belfort à Delle, entre les gares ouvertes de Meroux (Belfort - Montbéliard TGV) et de Grandvillars.

## Histoire
La gare de Morvillars était desservie, entre 1868 et 1939, par la ligne de Montbéliard à Morvillars.
La gare est remise en service le week-end des 8 et 9 décembre 2018, dans le cadre de la réouverture intégrale de la ligne de Belfort à Delle.

## Fréquentation
De 2018 à 2023, selon les estimations de la SNCF, la fréquentation annuelle de la gare s'élève aux nombres indiqués dans le tableau ci-dessous.
| Année     | 2018 | 2019  | 2020  | 2021  | 2022  | 2023  |
| --------- | ---- | ----- | ----- | ----- | ----- | ----- |
| Voyageurs | 138  | 5 243 | 5 663 | 7 125 | 9 808 | 9 622 |

## Service des voyageurs

### Accueil
C'est une halte de la SNCF, à accès libre, qui dispose d'un distributeur automatique de titres de transport TER.

### Desserte
Morvillars est desservie par des trains régionaux du réseau TER Bourgogne-Franche-Comté, reliant Belfort à Delle, ainsi que par des RegioExpress des CFF, reliant Bienne (ou Delémont) à Meroux (Belfort - Montbéliard TGV).

### Intermodalité
Un parc à vélos est aménagé à ses abords.
Par ailleurs, une correspondance est possible avec les lignes 24, 25 et 93 du réseau d'autobus Optymo, grâce à l'arrêt situé à côté de la halte.